# Slane Castle
Slane Castle (irisch Caisleán Bhaile Shláine) ist eine Burg nahe der irischen Kleinstadt Slane in der Grafschaft Meath. Die Burg wurde an einer überragenden Stelle über dem Tal des Flusses Boyne erbaut und befindet sich nur wenige Kilometer flussabwärts des Ortes, an dem die berühmte Schlacht am Boyne stattfand. Slane Castle liegt etwa eine Meile westlich der Ortschaft Slane.

## Geschichte der Burg

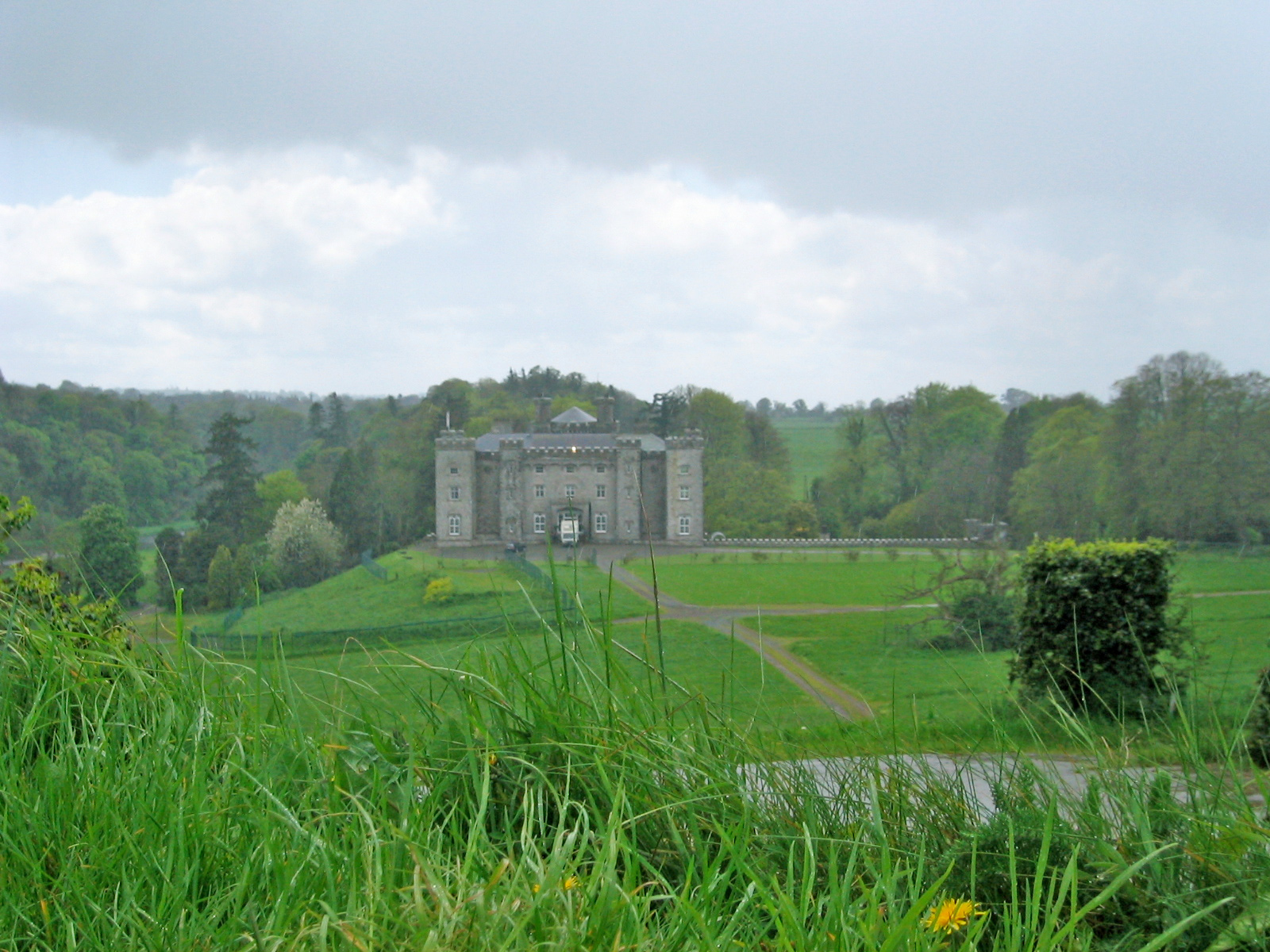
Slane Castle (2005)

Die Burg in ihrer heutigen neogotischen Form stammt aus dem Jahre 1785 und wurde unter der Herrschaft von William Burton Conyngham zusammen mit seinem Neffen, dem späteren 1. Marquess Conyngham, von namhaften irischen Architekten wie James Gandon, James Wyatt und Francis Johnston neu erbaut. Thomas Hopper war für die Entwürfe des gotischen Ballsaales verantwortlich. 1991 zerstörte ein verheerender Brand den kompletten östlichen, dem Fluss zugewandten Teil der Burg. Das Feuer richtete große Schäden an und es bedurfte eines 10-jährigen Renovierungsprogrammes, um die Burg wieder aufzubauen. So ist Slane Castle erst seit 2001 wieder zugänglich. Heute ist das Castle Sitz der Marquesses Conyngham, momentaner Eigentümer ist Alexander Burton Conyngham, 9. Marquess Conyngham.

## Besonderheiten
Die Burganlage des Slane Castle ist alljährlich im August Schauplatz eines großen Rockkonzerts, des Slane Concert, bei dem namhafte Rock- und Popmusiker wie z. B. Bryan Adams, U2, Red Hot Chili Peppers, Bruce Springsteen, Eminem, Robbie Williams, Guns n’ Roses, Metallica oder die irische Band Celtic Woman auftreten. Das Gelände, ein natürliches Amphitheater, bietet bis zu 100.000 Konzertbesuchern Platz. Slane Castle wurde 1984 auch von der Band U2 für die Aufnahmen des Albums The Unforgettable Fire genutzt.